# Héliciculture

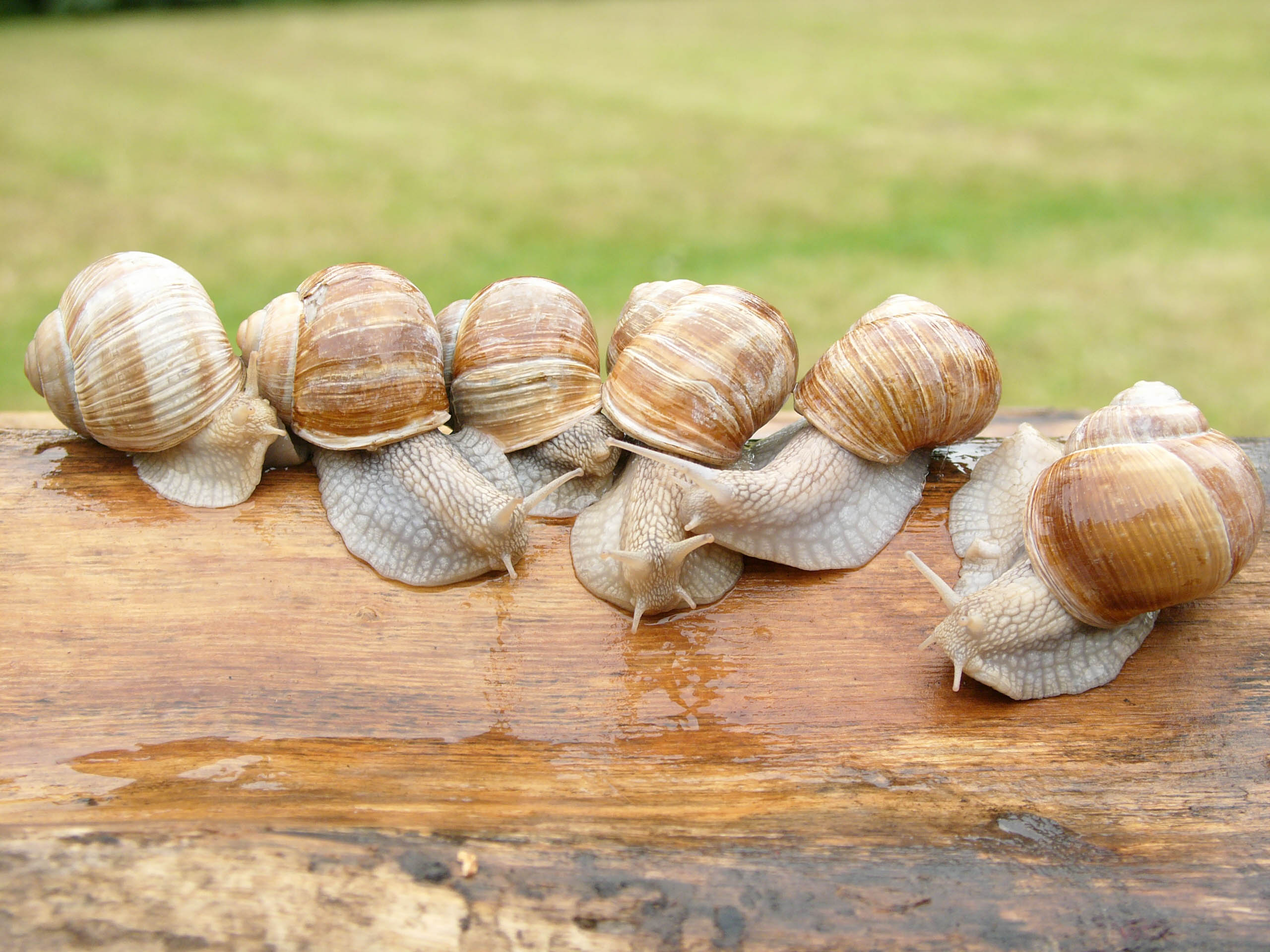
Une « brochette » d'escargots de Bourgogne.

L'héliciculture est l'élevage des escargots comestibles. Le terme dérive de Helix, nom scientifique d'un genre de gastéropodes. Le mot escargotière désigne l'endroit où sont élevés les escargots, élevage effectué par un héliciculteur ou une hélicicultrice.
Seule l'espèce Helix aspersa (petit-gris et gros-gris) peut être élevée de façon rentable. En effet, l'escargot de Bourgogne (Helix pomatia), pourtant très apprécié, ne se reproduit pas suffisamment en captivité et arrive à maturité en deux ans contre seulement six mois pour les gris.

## En France
Plus important consommateur du produit au monde, la France importe les 9 dixièmes de sa consommation malgré l'existence de quelques élevages.  

## Types d'héliciculture
Il existe différentes méthodes d'élevage qui peuvent être classées comme suit :
- l'élevage totalement à l'extérieur (en parc), « à l'italienne » : les escargots sont parqués à l'extérieur sur un terrain (20 à 100 m2) plutôt meuble et bien exposé. Une clôture électrique isole le parc des prédateurs et évite la fuite des escargots ;
- l'élevage hors-sol, totalement en bâtiment ou en serre. Ce type d'élevage permet de contrôler la température, l'hygrométrie et l'éclairement et de protéger les escargots de certains prédateurs ;
- l'élevage mixte : c'est le plus commun et consiste à assurer la reproduction et éventuellement le début de croissance des nouveau-nés en bâtiment ou serre climatisés, puis la fin de la croissance dans des parcs extérieurs.

## Cycle d'élevage
- De mars à octobre dans les régions à hiver froid et été pas trop sec.
- De septembre à mai dans les régions à hiver doux et humide et été très chaud et sec, comme dans certaines régions méditerranéennes.

## Alimentation
Les escargots d'élevage sont généralement nourris avec des aliments secs (poudre, granulés) qui permettent un bon dosage des différents éléments nécessaires et facilitent l'entretien. Les dosages varient selon que les escargots sont en phase juvénile, de reproduction ou engraissage.
Ces aliments contiennent principalement des farines (maïs, protéagineux, orge, blé). Un apport de 10 à 20 % de calcium est indispensable pour permettre de générer une coquille de qualité. Des oligo-éléments tels que zinc, cuivre, fer, manganèse, cobalt, sélénium ainsi que des composants tels que phosphore, magnésium et sodium.
Des aliments pour poules pondeuses ou pour porcs (maïs, tourteaux de soja et de tournesol, carbonate de calcium) peuvent aussi convenir si on rajoute du calcium.

## Historique
L'archéologie a montré que les escargots ont été consommés en Europe par les hommes préhistoriques dès le Mésolithique, vers 10 000 ans av. J.-C.
Dans l’Antiquité, les Grecs et les Romains en étaient très friands. Selon Pline l'Ancien, les gourmets romains aimaient déguster quelques escargots grillés avec un verre de vin.
Dans L'Histoire naturelle, Pline rapporte les faits suivants :

« Un peu avant la guerre entre César et Pompée, Fulvius Hirpinius établit auprès de Tarquinies des parcages pour les escargots. Il les distinguait par classes, mettant séparément les blancs qui naissent dans le territoire de Réati, ceux d'Illyrie qui sont les plus grands, ceux d'Afrique qui sont les plus féconds, ceux de Solite auxquels on donne la prééminence. Il imagina même de les engraisser avec du vin cuit, de la farine et d'autres aliments, afin que les escargots engraissés offrissent eux-mêmes une jouissance de plus à la gourmandise. »

Les escargotières romaines étaient de vastes enclos, fermés par des murets de cendre ou de sciure de bois que les escargots ne pouvaient franchir. Dans ces parcs, appelés cochlearia, les escargots, élevés par milliers, attendaient d'avoir atteint une grosseur suffisante pour être consommés. Les Romains établirent des cochlearia dans toutes les provinces conquises, assurant la diffusion des escargots comestibles.

En 2021, la France compte entre 350 et 400 héliciculteurs dont la surface moyenne de parc est de 1060m². 84% d'entre eux ne produisent que des Helix aspersa maxima, 2% que des Helix aspersa aspersa et 14% les deux races.

## Liste d'escargots comestibles

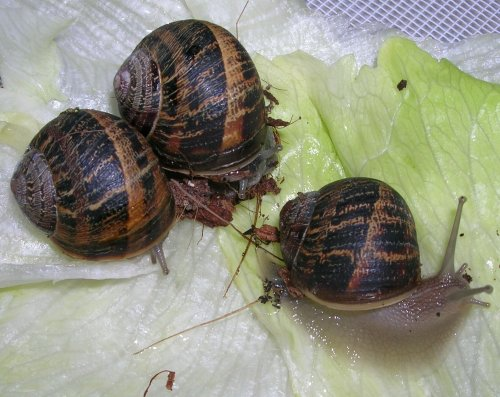
Petit-Gris en train de se nourrir.

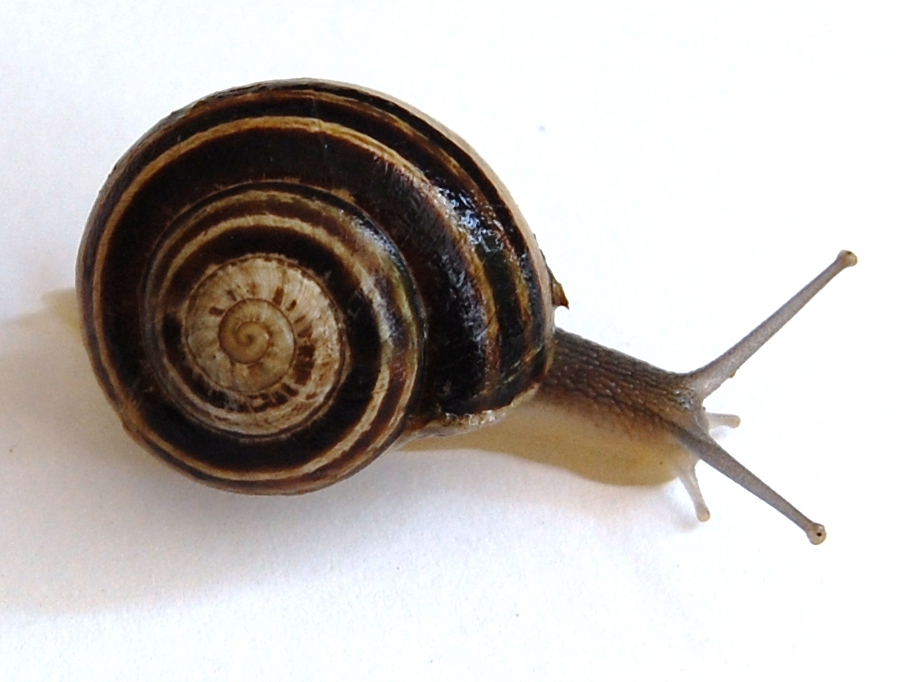
Mourguette de Provence (eobania vermiculata).

Les deux espèces d'escargots comestibles les plus communes sont Helix aspersa (« petit-gris » et « gros-gris ») et l'escargot de Bourgogne (Helix pomatia), mais il en existe de nombreuses autres cuisinés de diverses manières. L'escargot géant africain (Achatina fulica), par exemple, se consomme fumé en tranches.
Helix lucorum, « l'escargot turc », ressemble à l'escargot de Bourgogne. Il est moins apprécié mais plus facile à élever en héliciculture.
L'Eobania vermiculata (en), la mourguette de Provence qui vit sur le littoral méditerranéen, fort appréciée par les habitants de la région.

## Évolution de la consommation
Entre les années 1910 et 1952, la consommation d'escargots (Helix pomatia et Helix aspersa confondus) à l'échelle de la France a été multipliée par dix soit l'équivalent de 4 000 tonnes d'escargots de Bourgogne en 1952.

## Préparation des escargots
L'escargot présente la particularité d'être un mets long à préparer. La préparation, et plus spécifiquement le nettoyage, correspondent à une succession d'opérations qui s'effectuent sur une période de plusieurs jours voire plusieurs semaines. Elle débute généralement par une phase de jeûne dont la durée oscille entre 15 jours et trois semaines. Cette mise à la diète n'est cependant pas systématique. Il n'est pas rare, en effet, qu'on leur donne à consommer des plantes aromatiques pour parfumer la chair (romarin, serpolet, menthe, persil, thym) ou favoriser l'élimination des substances présentes dans l'intestin. D'autres leur administrent de l'herbe pour les « purger » ou encore les nourrissent de farine, voire de lait, afin de les engraisser. La farine de son est recommandée pour éliminer la « nocivité » du tube digestif.
Les animaux sont ensuite mis à dégorger dans du sel ou du vinaigre afin d'éliminer le mucus ou la bave. Ils sont lavés abondamment, puis brossés, avant d'être ébouillantés dix minutes (c'est la réglementation européenne en cas de commercialisation) afin de faciliter le décoquillage. Les escargots sont extraits un à un de leur coquille au moyen d'une petite fourchette et amputés de la partie jugée non comestible, l'hépatopancréas. Suit alors un lavage intensif et répété à l'eau vinaigrée et au sel. Parallèlement au nettoyage des chairs, les coquilles sont, elles aussi, soigneusement lavées pour accueillir les limaçons préalablement cuits dans un court-bouillon, et la farce.
L'escargot dit « à la bourguignonne », présenté dans sa coquille, accompagné d'un beurre aillé et persillé est la façon la plus courante pour accommoder Helix pomatia.
Pour les recettes méditerranéennes, après la période de jeune ou d'alimentation à base de plantes aromatiques, les petit-gris (Hélix aspersa) sont généralement nettoyés puis grillés directement sur une grille placée sur un feu de bois, puis servis avec de l'aïoli pour la cargolade en Catalogne et/ou de la sauce tomate en Provence.